# 切列莫什尼亞
49°52′53″N 24°52′37″E / 49.88139°N 24.87694°E
切列莫什尼亞（烏克蘭語：Черемошня）是烏克蘭西部的村莊，隸屬利維夫州的佐洛奇夫區。該村處於西布格河畔，面積1.37平方公里，海拔高度291米，2001年人口266。